# FC UTA Arad
FC UTA Arad é um clube de futebol da Roménia situado na cidade de Arad.